# Pleuridium lamprropyxis
Pleuridium lamprropyxis är en bladmossart som beskrevs av Jean Édouard Gabriel Narcisse Paris 1900. Pleuridium lamprropyxis ingår i släktet sylmossor, och familjen Archidiaceae. Inga underarter finns listade i Catalogue of Life.